# Czas życia i czas śmierci
Czas życia i czas śmierci, powieść niemieckiego pisarza Ericha Marii Remarque’a z 1954 r. Tytuł oryginalny – Zeit zu leben und Zeit zu sterben. Tłumaczenia polskie – Juliusz Stroynowski, [Państwowy Instytut Wydawniczy], Warszawa 1956; Raźniewska Katarzyna, REBIS, Poznań 2006 r.

## Fabuła
"Czas życia i czas śmierci" to historia żołnierskiego losu młodego Niemca – Ernsta Graebera. Nieoczekiwanie, w czasie klęsk armii niemieckiej, Graeber dostaje urlop. Przepełniony nadzieją udaje się do kraju, do rodzinnego miasta, by szukać wytchnienia od nędzy, głodu, zimna i wszechobecnej śmierci frontu rosyjskiego. Czeka go z jednej strony ogromne rozczarowanie – jest bowiem świadkiem upadku swojej ojczyzny, a z drugiej niespodziewane szczęście – przeżywa wielką miłość. Pełen wątpliwości wraca na front, gdzie rozstrzygnie się konflikt między winą a poświęceniem. To uniwersalne przesłanie "Czasu życia i czasu śmierci" z niezmienną siłą przemawia do dzisiejszego czytelnika.

## Postacie
- Ernst Graeber